# Gaetano Trigona e Parisi
Gaetano Maria Giuseppe Benedetto Placido Vincenzo Trigona e Parisi (Piazza Armerina, 2 juni 1767 – Palermo, 5 juli 1837) was een prelaat in het koninkrijk der Beide Siciliën. 
Hij was op Sicilië achtereenvolgens de eerste bisschop van Caltagirone (1818-1833) en dan kardinaal-aartsbisschop van Palermo (1833-1837). In deze laatste functie was hij primaat van Sicilië.

## Levensloop
Hij was een edelman uit de Siciliaanse familie Trigona, die een residentie had in de stad Piazza, later Piazza Armerina geheten. Zijn vader was Stefano Trigona, baron van Sant’Andrea en zijn moeder dame Parisi. Na zijn priesterwijding (1791) was hij werkzaam in de kathedraal van Palermo. Tevens was hij apostolisch vicaris in het pas opgerichte bisdom Piazza Armerina, met als zetel zijn geboortestad.
Koning Ferdinand I van de Beide Siciliën stelde Trigona voor als bisschop van het pas opgerichte bisdom Caltagirone. Dit bisdom was ondanks protest van zijn familielid, Filippo Trigona, bisschop van Syracuse, toch opgericht (1816). De bisschopstroon bleef twee jaar leeg tot de koning hem deze voorstelde (1818). Trigona bleef bisschop van Caltagirone tot 1833.
Trigona werd in 1833 bevorderd tot aartsbisschop van Palermo en bijgevolg tot primaat van Sicilië. Dit vond plaats op verzoek van koning Ferdinand II. 
In 1834 verleende paus Gregorius XVI hem de kardinaalshoed. Trigona geraakte niet in Rome om de kardinaalshoed en bijhorende titelkerk in Rome in ontvangst te nemen. 
Hij stierf aan de pest in 1837. Zijn stoffelijk overschot werd begraven in het franciskanenklooster Baida in Palermo. In de kathedraal van Palermo is op de gedenkplaat voor hem vermeld dat zijn beenderen niet in de kathedraal mochten liggen wegens besmetting en daarom bij de franciscanen van Baida moesten begraven worden.